# جک ویتی
جک ویتی (انگلیسی: Jack Vitty; ۱۹ ژانویهٔ ۱۹۲۳ – ۴ نوامبر ۲۰۲۱) بازیکن فوتبال اهل بریتانیا بود.
از باشگاه‌هایی که در آن بازی کرده‌است می‌توان به باشگاه فوتبال چارلتون اتلتیک، باشگاه فوتبال وورکینگتون ای. اف. سی، باشگاه فوتبال ساوت شیلدز، و باشگاه فوتبال برایتون اند هوو آلبیون اشاره کرد.